# Centaurea cordubensis
Centaurea cordubensis — вид квіткових рослин айстрових (Asteraceae). Ареал: Португалія, Південна Іспанія.

## Морфологічна характеристика

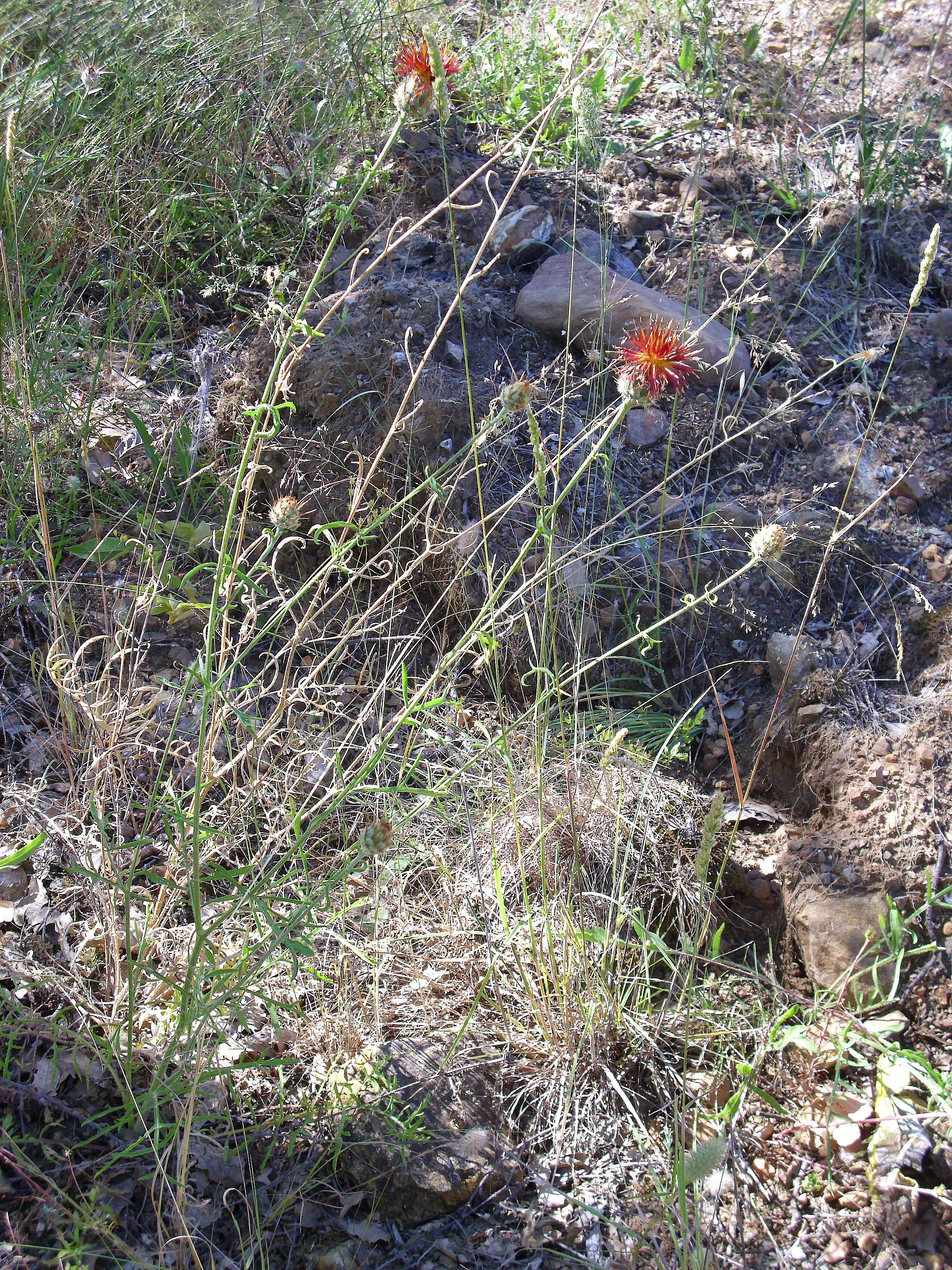
Рослина у середовищі проживання

Багаторічник. Стебла 15–70 см, прямовисні, зазвичай дуже гіллясті від основи. Нижні листки від лопатевих до перистороздільних; найвищі лінійно-ланцетні, цілокраї або перистороздільні. Обгортка 11–12 × 5–6 мм. Рожеві чи жовті квітки; крайні стерильні; внутрішні двостатеві з трубкою 5–6 мм і кінцівкою 7–7.5 мм. Сім'янки 2.5–2.8 × 1.2–1.3 мм, яйцеподібні, злегка запушені, солом'яно-жовті. Папус 1.7–2.5 мм, білий. Цвіте з червня по липень.

## Середовище
Населяє переважно суглинисті схили.